# Mirena (Lipljan)
Pour les articles homonymes, voir Mirena.
Mirenë en albanais et Bandulić en serbe latin (en serbe cyrillique : Мирена) est une localité du Kosovo située dans la commune/municipalité de Lipjan/Lipljan, district de Pristina (Kosovo) ou district de Kosovo (Serbie). Selon le recensement kosovar de 2011, elle compte 519 habitants, tous albanais.

## Démographie

### Évolution historique de la population dans la localité
| 1948 | 1953 | 1961 | 1971 | 1981 | 1991 | 2011 |
| ---- | ---- | ---- | ---- | ---- | ---- | ---- |
| 227  | 229  | 293  | 354  | 427  | 483  | 519  |

|  |